# Піліти
Піліти англ. Peelites — група так званих поміркованих торі у Великій Британії, прибічників Роберта Піля (5.2.1788 — 2.7.1850). Сформувалась у 40-х роках 19 століття. Увійшла (1859) до складу реорганізованої партії вігів, яка отримала назву Ліберальної партії.